# Oxford Concordance Program
L'Oxford Concordance Program (OCP) è un programma per l'informatica umanistica, rilasciato per la prima volta nel 1981 ed è il risultato di un progetto avviato nel 1978 dall'Oxford University Computing Services (OUCS) per creare un programma di analisi del testo, indipendente dalla macchina, per la produzione di elenchi di parole, indici e concordanze in una varietà di lingue e alfabeti.
Negli anni '80 si stima che sia stato concesso in licenza a circa 240 istituzioni in 23 paesi.
OCP è stato progettato e scritto in FORTRAN da Susan Hockey e Ian Marriott dell'Oxford University Computing Services nel periodo 1979-1980. I suoi autori hanno riconosciuto che il programma doveva molto ai precedenti programmi di concordanza COCOA e CLOC (Università di Birmingham).
Durante il periodo 1985-86 l'OCP è stato completamente riscritto come versione 2.0 per aumentarne l'efficienza; è stata prodotta anche una versione per PC IBM chiamata Micro-OCP.